# Lasioglossum wheeleri
Lasioglossum wheeleri is een vliesvleugelig insect uit de familie Halictidae. De wetenschappelijke naam van de soort is voor het eerst geldig gepubliceerd in 1960 door Mitchell.